# フィリベルト2世・ディ・サヴォイア

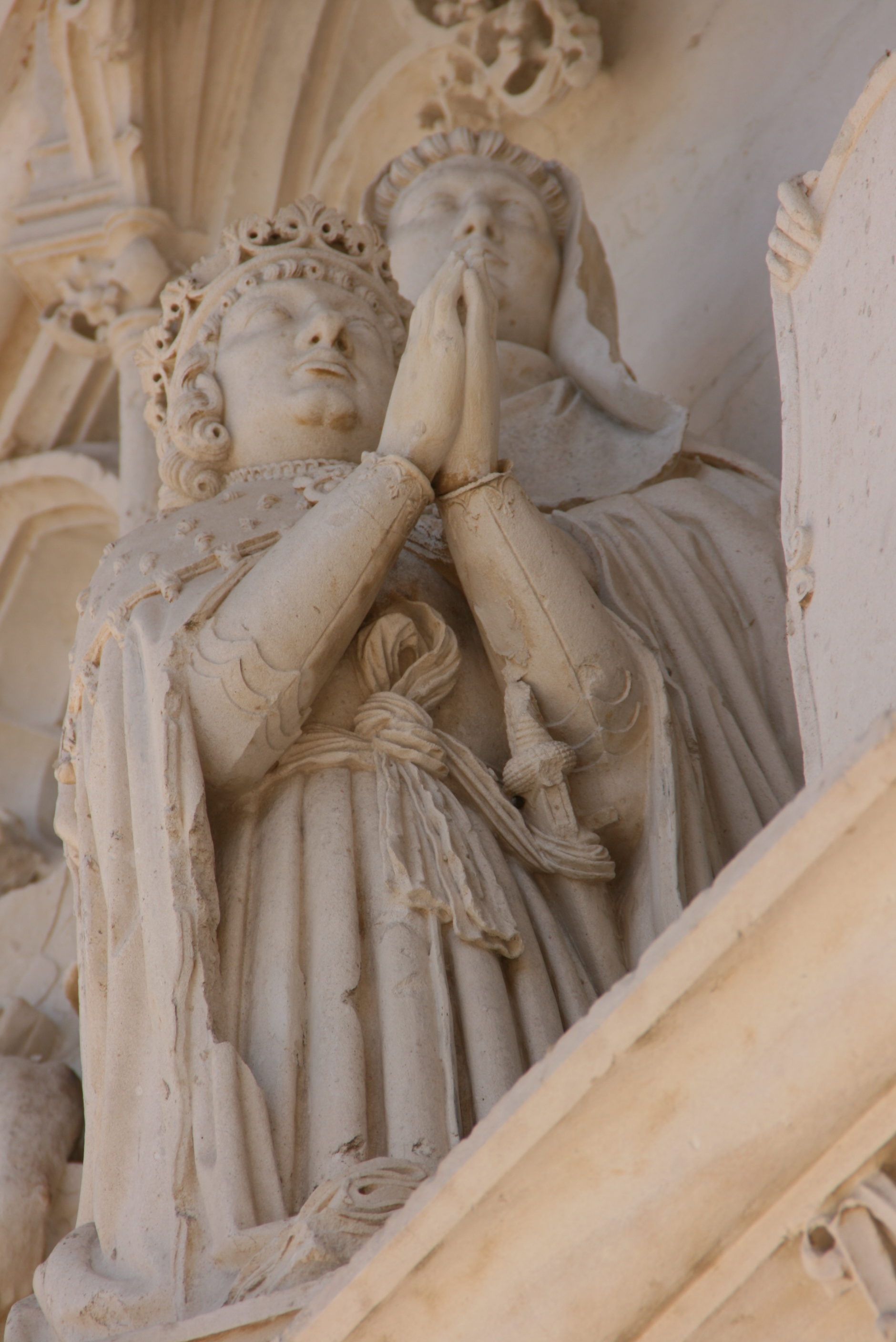
ブール＝カン＝ブレスのブルー修道院にあるフィリベルト2世像

フィリベルト2世・ディ・サヴォイア（Filiberto II di Savoia, 1480年4月10日 - 1504年9月10日）は、サヴォイア公、ピエモンテ公、アオスタ伯、モーリエンヌ伯、ニース伯、キプロス王、エルサレム王（在位：1497年 - 1504年）。フランス語名フィリベール2世・ド・サヴォワ（Philibert II de Savoie）。イル・ベッロ（il Bello：美男、フランス語ではル・ボー（le Beau））の異名を持ち、ハンサムで武芸に秀でた人物であったという。

## 生涯
フィリッポ2世と最初の妻マルグリット・ド・ブルボン（ブルボン公シャルル1世の娘）の子。同母姉にフランス王フランソワ1世の母ルイーズ・ド・サヴォワがいる。
幼少時は、母方の伯父ブルボン公ピエール2世の妻で、父方の従姉に当たるフランス王ルイ11世の娘アンヌ・ド・ボージューの下、アンヌの弟シャルル8世らとともに教育を受ける。
父が公位を継いだ1496年、従兄カルロ1世の娘で早世した先代の公カルロ2世の姉であるヨランダと結婚し、翌1497年に父の死により公位を継いだ。ヨランダとは1499年に死別し、神聖ローマ皇帝マクシミリアン1世の長女で一時シャルル8世の妃となっていたマルゲリータ（マルグリット）と1501年12月2日に再婚した。
フィリベルト2世自身は政治にあまり関心がなかったが、妻マルゲリータが政治に介入し、暴政を行っていたフィリベルトの庶出の兄ルネ・バタール（フランス語名：イタリア語名レナート・イル・バスタルド - 「バタール」「バスタルド」は庶子の意味）を法的根拠に基づいて即刻解任し、国外追放した。そして小規模ながらも国の経済を回復させ、サヴォイア公国を苦境から救った。夫婦仲は極めて良かったが、結婚3年目の1504年、フィリベルトは狩猟大会の折りに飲んだ生水にあたって死亡した。2人の妃のどちらとの間にも子供がなく、公位は異母弟カルロ3世が継いだ。
フィリベルト2世はマルゲリータが建設させたブール＝カン＝ブレスの霊廟に埋葬された。3人目の夫であったフィリベルト2世を喪った後、マルゲリータは死ぬまで独身を貫いた。